# AnsaldoBreda F19
Pour les articles homonymes, voir Ansaldo (homonymie).
L'AnsaldoBreda F19 est un modèle de trolleybus fabriqué en Italie par la division Autobus du constructeur ferroviaire AnsaldoBreda, filiale du groupe public Finmeccanica à partir de l'année 2000.
Ce trolleybus est un véhicule de nouvelle conception qui repose sur la caisse du BredaMenarinibus Monocar 240. Comme de coutume en Italie, il dispose de trois doubles portes d'accès. Le plancher surbaissé est à seulement 33 cm du sol sur toute la longueur du véhicule. Sa structure porteuse est en acier inoxydable revêtue de panneaux d'aluminium. Les façades avant et arrière sont en fibre de verre.

## Histoire
Le trolleybus, très à la mode à partir des années 1930, connaîtra sa période de gloire au lendemain de la Seconde Guerre mondiale avec la concentration de la population dans les villes et banlieues. Son principal intérêt résidait dans la traction électrique alors que beaucoup de pays souffraient du manque de carburants pétroliers.
D'un coût supérieur à l'autobus traditionnel, il demeure toutefois bien moins cher qu'un tram et reste d'une utilisation plus souple. Les modèles récents sont tous équipés d'un moteur thermique "dit de secours" mais qui peut assurer une marche autonome.
En Italie, les premiers véhicules à traction électrique semble être apparus à Turin lors de la Première exposition internationale d'art décoratif moderne inaugurée en avril 1902. La première entreprise de transport urbain à mettre en service régulier une ligne de trolleybus fut la ville portuaire de La Spezia en 1906. L'ATM de Milan metra en service une ligne spéciale pour assurer le transport des visiteurs de l'Exposition universelle de 1906. 
Le trolleybus en Italie connaîtra un grand essor au début des années 1930. Quasiment toutes les grandes villes italiennes auront plusieurs lignes dans leur réseau de transport urbain et même interurbain.
Tous les constructeurs italiens disposaient d'un ou plusieurs modèles. Comme toujours, les constructeurs offraient la structure de la caisse, montaient l'équipement de traction choisi par le client et le carrossier industriel terminait le véhicule. C'est ainsi que l'on trouve sous la même dénomination des véhicules à l'esthétique différente car provenant de carrossiers différents avec des équipements de traction de fournisseurs concurrents.
Per exemple, à Rome le parc matériel au lendemain de la guerre comptait 130 trolleybus Fiat 672F. 60 disposaient d'équipements de traction CGE et 70 Marelli, 14 étaient carrossés par Carmagnola, 91 par Cansa et 25 par Stanga. Tous ces trolleybus mesuraient 12,0 mètres de longueur et 2,50 m de large, avaient trois essieux simples, deux doubles portes latérales et le volant à droite, conformément au code italien de l'époque.
Au début des années 1960, la mode prend pied dans l'industrie et les citadins veulent des moyens de transport plus modernes, plus esthétiques et plus confortables. Les trolleybus sont tous assez anciens car leur durée de vie est supérieure à 50 ans en moyenne. Ils ne répondent plus aux demandes des usagers. Ils ne polluent pas mais ce n'est pas un critère pris en compte à cette époque. Les sociétés de transport sont sollicitées par les constructeurs pour développer leur flotte avec des autobus thermiques, moins chers et modernes, plus souples d'utilisation car sans "fils à la patte". La transition se fera dans les années 1970 avec l'arrêt de quasiment toute production de trolleybus, seuls resteront quelques petit constructeurs très spécialisés dans la maintenance et, à l'occasion, fabriqueront quelques unités neuves à la demande et sur commande ferme.
En Italie, Alfa Romeo arrêta toute production de trolleybus et d'autobus en 1964, Lancia en 1970. Les constructeurs ayant conservé cette spécialité sont Fiat V.I. (devenu IVECO) a produit plusieurs modèles avec son associé Socimi, la production de son dernier modèle de trolleybus, l'Iveco Bus Crealis, a cessé en 2015. AnsaldoBreda qui a repris Menarini Bus pour créer BredaMenarinibus a arrêté cette fabrication en 2000.

## Le modèle AnsaldoBreda F19
Ce trolleybus a été conçu pour répondre à la demande de la société de transports urbains de Naples qui devait remplacer son ancienne flotte de trolleybus, les fameux Alfa Romeo 1000 Aerfer et Fiat-Socimi.
En 1999, les deux constructeurs du secteur public italien, la division automotive d'Ansaldo dépendant de Finmeccanica (ex IRI) et celle du Groupe Ernesto Breda (ex EFIM) fusionnent pour former AnsaldoBreda. Breda était un important construit de véhicules électriques et avait vendu à la fin de années 1980 de très nombreux trolleybus Bredabus 4001. La société avait la disponibilité du châssis d'autobus conçu avec Menarini Bus et en l'équipant du système de traction Ansaldo de 145 kW avec un moteur auxiliaire VM Motori de 95 kW, le trolleybus F19 était né. 
Les constructeurs Ansaldo - Breda avaient déjà travaillé ensemble en groupement sur nombre de projets communs pour les locomotives électriques destinées aux Chemins de fer italiens F.S. et avaient à leur actif le précédent trolleybus, l'AnsaldoBreda F15.

### Caractéristiques techniques
Le trolleybus AnsaldoBreda F19 est équipé d'un moteur électrique Ansaldo MTA-F4-185V asynchrone triphasé d'une puissance de 145 kW sous 450 V et 235 A. Un moteur thermique VM EP 638 Li de 3.749 cm3 développant 95 kW permet au véhicule de se déplacer en marche autonome à la vitesse de 55 km/h.

## Le modèle AnsaldoBreda F22
Ce modèle dérive du F19 mais a été conçu pour répondre au cahier des charges de la ville de Nancy, en France, qui en avait commandé 7 exemplaires livrés en 2002 pour remplacer les Renault PER 180H dont le manque de fiabilité les rendait inutilisables. Entre l'appel d'offres et la livraison des véhicules, la ville de Nancy avait lancé le projet de tram TVR et celui-ci réutilisera les lignes aériennes des anciens trolleybus PR 180 H. Il avait été décidé que les nouveaux véhicules qui devaient être livrés à Nancy réutiliseraient ces lignes aériennes mais malheureusement à la suite d'une erreur de conception les perches étaient trop courtes, et par conséquent les véhicules étaient inexploitables commercialement. Après une longue bataille juridique de six ans, AnsaldoBreda et la CUGN trouvèrent un accord et les trolleybus sont rapatriés en Italie. Finalement, six de ces véhicules ne seront jamais mis en service à Nancy et seront revendus à la société de transports urbains d'Ancône. Le prototype de test restera longtemps au dépôt de bus STAN aux côtés du TVR avant d'être récupéré par une association de sauvegarde de véhicule anciens basée à Ronchin pour y être restauré.
C'est le dernier modèle de trolleybus fabriqué par le constructeur italien.
La société des transports urbains de Naples a toujours en service actif les 87 véhicules conçus pour son réseau et achetés en 2000.